# Артрит
Артри́т (від лат. arthrītis, що походить від грец. ἄρθρον — суглоб та лат. itis — запалення) — загальна назва запальних процесів у суглобі. Якщо запалення одночасно охоплює кілька суглобів, то його називають поліартритом.
Артрит може бути основним захворюванням, наприклад, спонділоартрит, чи проявом іншого захворювання, зокрема, ревматизму. Є частим симптомом багатьох захворювань.

## Причини виникнення артритів
Бувають різні. До них належать:

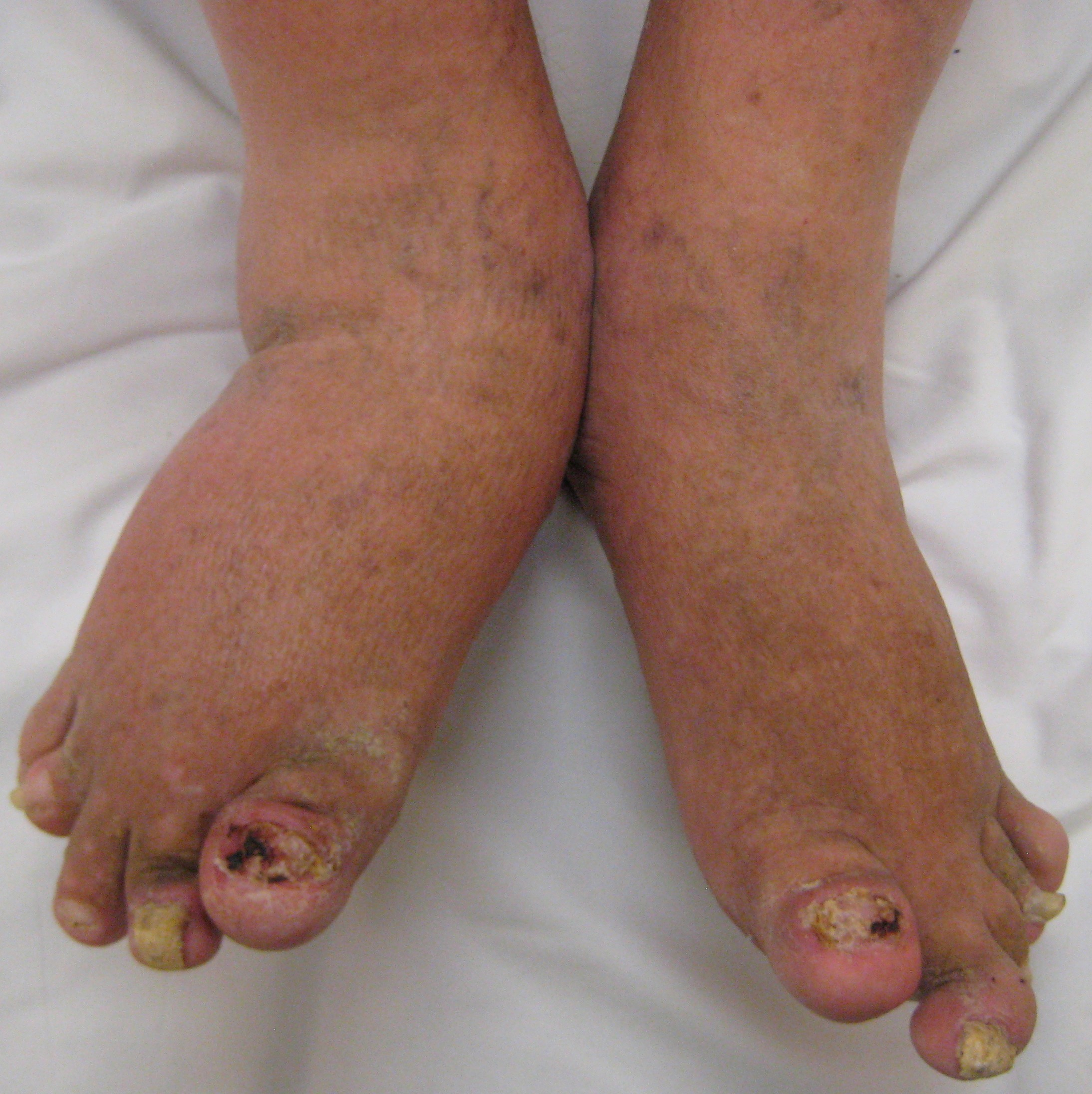
Тяжкий псоріатичний поліартрит обох стоп.

- травматичні пошкодження суглоба (переломи),
- інфекційні хвороби (туберкульоз, бруцельоз, сифіліс, псевдотуберкульоз, кишковий єрсиніоз, шигельоз, хвороба Лайма, гонорея, гепатит B,  тощо),
- захворювання інфекційно-алергічного характеру (реактивний артрит, ревматизм, ревматоїдний артрит, тощо),
- порушення обміну речовин (подагра),
- псоріаз,
- авітамінози (цинга),
- захворювання нервової та ендокринної систем тощо.

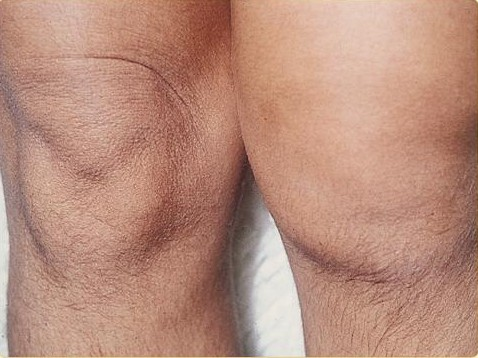
Артрит лівого колінного суглоба — видно згладженість його контурів, що свідчить про набряк суглоба.

## Клінічні ознаки
Припухлість суглоба, біль, обмеження рухливості суглоба; в ускладнених випадках можливе загноювання суглоба, ураження прилеглих кісток та повна втрата функції. Клінічний перебіг артриту може бути гострим чи хронічним.

## Лікування
Здебільшого консервативне: спокій, медикаментозні засоби (залежно від походження артриту — нестероїдні протизапальні препарати, глюкокортикостероїди, антибіотики, тощо), фізіотерапевтичне й санаторно-курортне лікування. Іноді, при наявності тяжких ускладнень, вдаються до хірургічної операції. Іноді через тяжкі зміни суглоба внаслідок артриту потрібно провести заміну такого скомпрометованого суглоба штучним.

### Нетрадиційне
На проблемні місця накладати колаген 5-10 крапель (можна й більше за потребою) на чисту змочену ділянку, потім покласти мокру серветку і прикрити компресним папером (не потрібний зігрівальний компрес), тримати 30 хвилин і довше, періодично змочуючи серветку водою для повного проникнення гелю в шкіру. По можливості такі компреси робити кілька разів на день[джерело?].

## Профілактика
Запобігання артриту полягає головним чином в своєчасному лікуванні основного захворювання, загальному оздоровленні організму й дотриманні умов гігієни праці.